# Jezioro Żabie (Równina Olsztynka)
Jezioro Żabie (potocznie Żabi Róg, niem. Horner See) – polodowcowe jezioro w Polsce, położone w województwie warmińsko-mazurskim, w powiecie ostródzkim, w gminie Morąg, nad miejscowością Żabi Róg.

## Charakterystyka
Wydłużony zbiornik o mało rozwiniętej linii brzegowej i bardzo twardym dnie. Północne obrzeża jeziora są płaskie, miejscami łagodnie wyniesione, z rozrzuconymi zabudowaniami Żabiego Rogu, natomiast południowe brzegi są wysokie i strome. Jezioro otaczają pola i łąki.

## Dane morfometryczne
Powierzchnia jeziora wynosi 24,10 ha, natomiast objętość 867,6 tys. m³. Jego długość to 1320 m, natomiast szerokość 250 m. Długość linii brzegowej wynosi 2900 m. Maksymalna głębokość wynosi 6,5 m, zaś głębokość średnia – 3,6 m. Wysokość jeziora to 109,5 m n.p.m..

## Przyroda
W jeziorze zanotowano występowanie sandacza, szczupaka i okonia.